# Polnische Krone

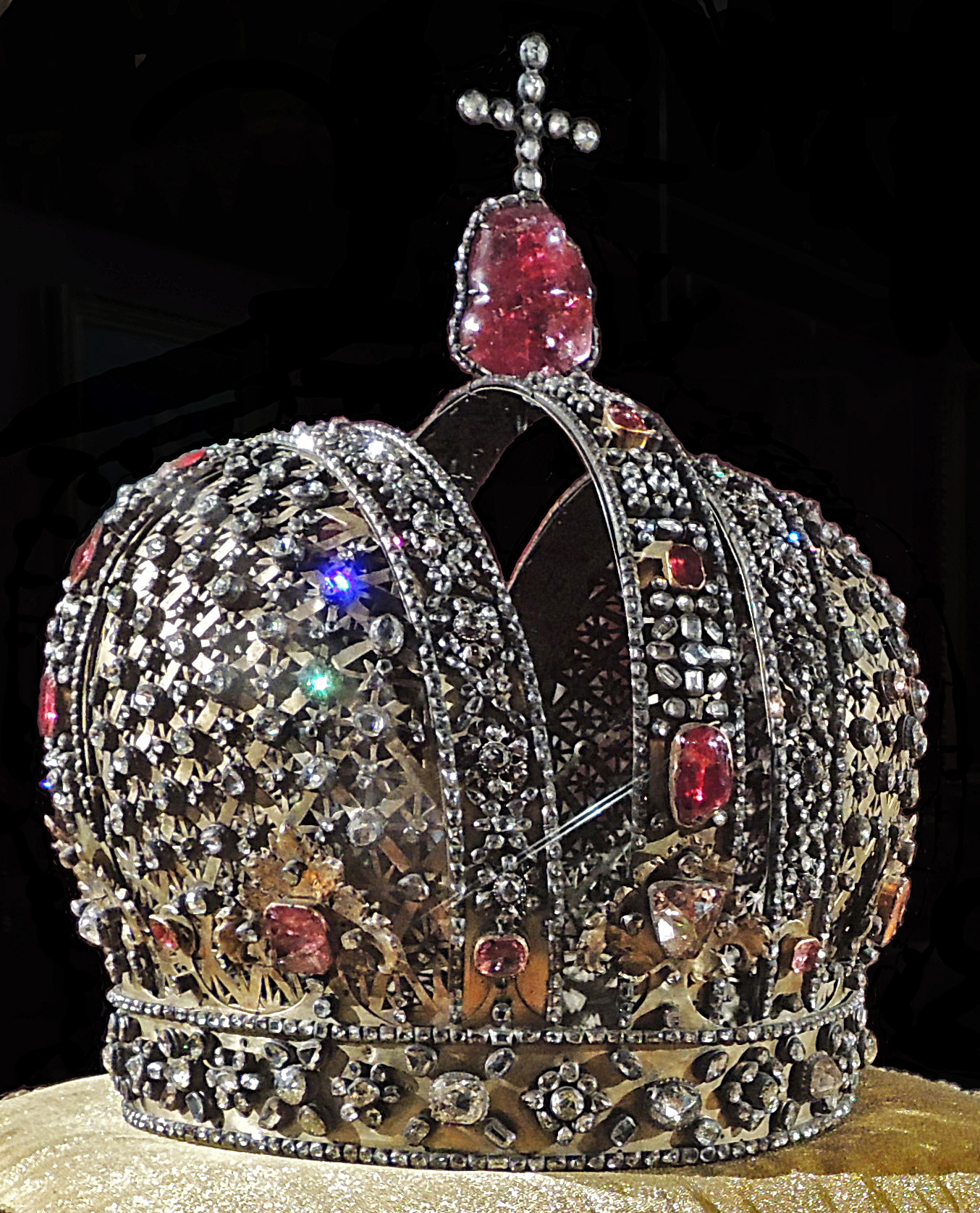
Die Polnische Krone

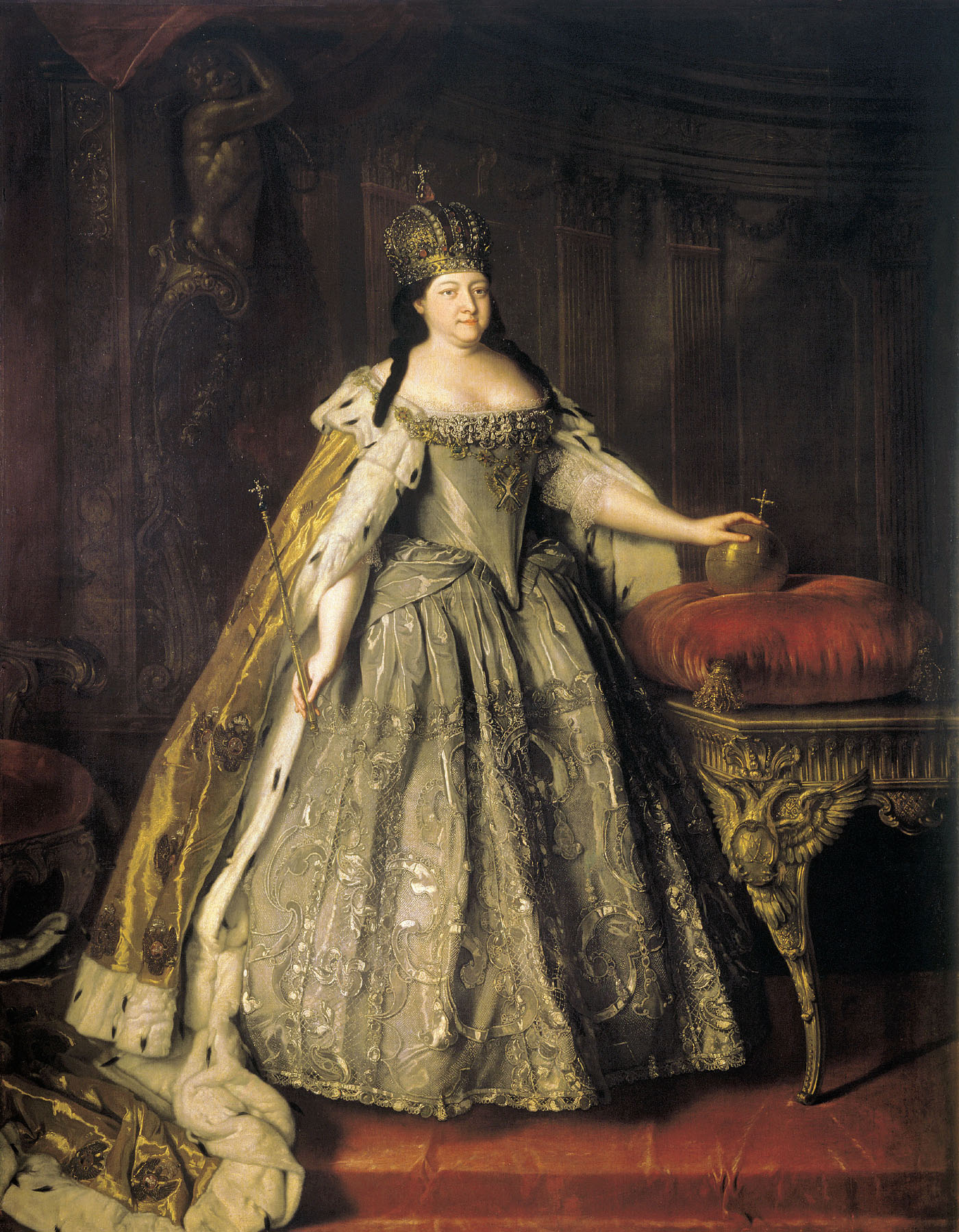
Zarin Anna im Krönungsornat mit der Polnischen Krone

Bei der Polnischen Krone handelt es sich tatsächlich um die Kaiserkrone der Zarin Anna Iwanowna. Diesen Namen trägt sie seit dem 1. April 1853.
Die Polnische Krone ist vom Typus der westlichen Schalenkrone, die ab dem 18. Jahrhundert in Russland für alle neu angefertigten Kronen typisch wurde. Sie besteht aus vergoldetem Silber, Diamanten und Rubinen. Aus dem Kronreif steigen beide Hemisphären und der Hochbügel auf. Bänder kleiner Diamanten säumen den oberen und unteren Rand des Reifs. Seine Verzierung ist ein Wechsel aus Diamantrosetten und einem kreuzartigen Ornament, bei dem ein Dickstein von vier kleineren flankiert wird. Aus dem Reif ragen acht blattartige Zinken und acht kleine Zinken, die oben kreisrund verlaufen. Sie tragen einen kleinen goldgefassten Rubin direkt über dem Reif und in der Spitze einen Dickstein, der ebenfalls in Gold gefasst ist. Die großen Blattzinken sind leicht nach außen gewölbt und tragen farbige Diamanten und Rubine in Goldfassungen in der Mitte. Die Steine werden zu allen vier Seiten von jeweils einem kleineren Diamanten umringt. Das Blatt, aus dem vorn der Hochbügel entspringt trägt einen großen gemuggelten Diamanten. Die beiden Hemisphären haben ein netzartiges Ornament aus verbundenen Rauten, deren Zwischenräume kleine Sternmuster zieren. Die Kreuzungspunkte der Rauten und die Sternmuster tragen Diamanten. Die Ränder der beiden Hemisphären entlang des Hochbügels tragen Diamantrosetten und Reihen von Diamanten an beiden Seiten. Jede Hemisphäre ist in der Mitte nochmals durch eine Art Bügel geteilt, welcher im Wechsel mit diamantgerahmten Rubinen und Diamantrosetten geschmückt ist. In gleicher Weise ist der Hochbügel verziert. Der Scheitel des Bügels trägt einen großen geschmuggelten Rubin, der eine schmale Goldfassung besitzt und darüber das aus neun Diamanten gefertigte Kreuz trägt. Die Krone hat 21 cm Durchmesser und sie ist 33 cm hoch. 
Die Krone wurde für die Krönung Anna Iwanownas 1730 vermutlich von Jérémie Pausié gefertigt. Sie wurde in der Folge von Elisabeth Petrowna 1742 und Katharina II. 1762 bei der Krönung getragen. Zuletzt fand sie Verwendung, als sich Nikolaus I. am 13. Mai 1829 mit ihr in Warschau zum König von Polen krönte. Daher stammt der Name Polnische Krone. Sie befindet sich heute in der Rüstkammer des Moskauer Kremls.